# Eurísaces
Eurísaces (en griego antiguo: Εὐρυσάκης) es en la mitología griega, hijo de Áyax el Grande y de Tecmesa.
Su nombre proviene del hecho de que Áyax, sintiendo venir su muerte, llamó a su hijo para darle algunos consejos testamentarios. Después le dio su escudo ancho, del cual su hijo recibe su nombre, eurus (εὐρύς) que significa «ancho» y sakos (σάκος), «escudo». Después de la muerte de su padre heredó el reino de Salamina.
Eurísaces y Fileo entregaron la isla a los atenienses, razón por la cual recibieron la ciudadanía ateniense. Eurísaces después se estableció en Mélite en Ática. Más tarde recibió en un santuario privado, el Eurisaceon, culto ritual, dado que era el ancestro de los salaminios.
Sófocles escribió una tragedia llamada Eurísaces, pero no se ha conservado.